# Help! Help! (film 1912)
Help! Help! è un cortometraggio muto del 1912 diretto da Mack Sennett e Dell Henderson.

## Trama
La signora Suburbanite è messa in apprensione dall'aver letto sul giornale che una banda di ladri d'appartamento sta imperversando nel suo quartiere. Quando poi nota due individui sospetti aggirarsi attorno alla propria dimora allora chiude la porta d'ingresso a chiave e nasconde le chiavi sul davanzale interno di una finestra le cui tende sono chiuse. Ma quando vede le tende agitarsi, allora cade in panico, e telefona al marito, in ufficio: "Aiuto! Aiuto! Ci sono il ladri!".
Il signor Suburbanite, con due colleghi, sale in auto e si precipita verso casa. L'auto però subisce diverse avarie, al punto che l'equipaggio deve abbandonarla, proseguendo su un carro trainato da un asino, che sottraggono ad un signore. Ma anche l'asino, ad un certo punto, si rifiuta di muoversi; i tre uomini, allora proseguono a piedi, e devono sottostare all'ira di un contadino, sui cui campi avevano sconfinato, e che li prende di mira con uno schioppo.
Quando giungono a casa si scopre che la causa dell'agitarsi delle tende non era altro che il piccolo cucciolo dei Suburbanite, che stava giocando sul davanzale.

## Produzione
Help! Help! fu prodotto dalla Biograph Company; le riprese sono state effettuate in California.
Il film (contrassegnato dal n° 29 nella filmografia del sito Mabel Normand, dedicato alla diva) è una delle pellicole superstiti (che constano di circa metà della sua produzione attestata) in cui è coinvolta, come attrice, regista o produttrice, Mabel Normand.
Copie della pellicola sono conservate presso il Film and Television Archive dell'UCLA, la Biblioteca del Congresso (USA), il MoMA di New York, e la Lobster Films.

## Distribuzione
Distribuito dalla General Film Company, il film - un cortometraggio di 150 metri - uscì nelle sale cinematografiche USA l'11 aprile 1912. Nelle proiezioni, veniva programmato con il sistema dello split reel, accorpato in un'unica bobina con un altro cortometraggio prodotto dalla Biograph, la commedia Their First Kidnapping Case.